# Kabarole
Kabarole is een district in het westen van Oeganda. De hoofdstad van het district is Fort Portal, de enige stad (municipality) in het district. Kabarole telde in 2014 298.989 inwoners en in 2020 naar schatting 337.800 inwoners op een oppervlakte van 1312 km². Meer dan 32% van de bevolking woont er in stedelijk gebied.
Het district bestaat uit een county, vijf town councils, drie municipal divisions van Fort Portal, dertien sub-county's, 67 gemeenten (parishes) en wards en telt 503 dorpen.

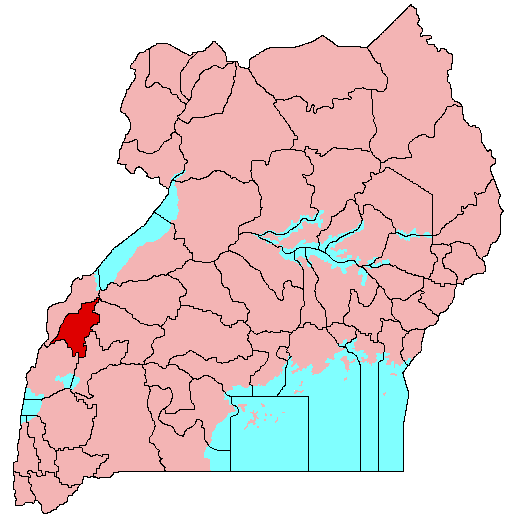
Het district voor het district Bunyangabu werd afgesplitst